# Honda Fury
La Fury es una motocicleta fabricada por Honda desde 2009 hasta hoy. El nombre de Fury está lleno de recuerdos para muchos estadounidenses. Es el nombre de uno de los coches más populares de Estados Unidos, lo que equivale a decir que se produjeran unos cuantos «miles». Fabricado por la firma Plymouth, la saga Fury comenzó su particular andadura en 1956 y se mantuvo en el mercado hasta principios de los ’80. No se cuenta con mayor información de este clásico modelo por lo que se agradecerá la contribución de los conocedores del mismo para completar y/o modificar la información.